# Cymbidium parishii
Espèce
Cymbidium parishii est une espèce d'orchidées du genre Cymbidium originaire de Birmanie.